# جکانوف لشنه
جکانوف لشنه (به لهستانی:  Dziekanów Leśny) یک روستا در لهستان است که در گمینا وومیانکی واقع شده‌است. جکانوف لشنه ۱٬۴۶۶ نفر جمعیت دارد.